# Thorgny Wallbeck-Hallgren
Thorgny Andreas Wallbeck-Hallgren, född den 12 juli 1878 i Göteborg, död den 12 augusti 1925 i Stockholm, var en svensk tidningsman och tecknare. Signaturer: Th. Andreas; Waldeck.

## Liv och verk
Thorgny Wallbeck-Hallgren var son till läroverksadjunkten Johan Alfred Hallgren och Aurora Sofia Wilhelmina Wallbeck och gift första gången 1901–1914 med Ella Elisabeth Hasselgren och andra gången med Selma Teresia Wahlberg samt far till sångaren Sigvard Wallbeck-Hallgren. Han medarbetade under pseudonymen Waldeck i Göteborgs Aftonblad 1898–1899, Svenska Dagbladet 1900–1906 och Stockholms Dagblad 1907–1925.
Han var den förste i svensk press som med satiriska teckningar kommenterade dagshändelserna. Han utgav flera samlingar humoresker, kåserier och karikatyralbum. Han skrev dessutom en handbok i kaninskötsel och den första svenska boken med korsordsgåtor.
Wallbeck-Hallgren var bosatt under några år i Storängen, där han 1907–1908 lät uppföra Villa Wallbeck-Hallgren efter ritningar av arkitekten Alf Landén. Här föddes 1908 sonen sångaren Sigvard Wallbeck-Hallgren.

## Bibliografi

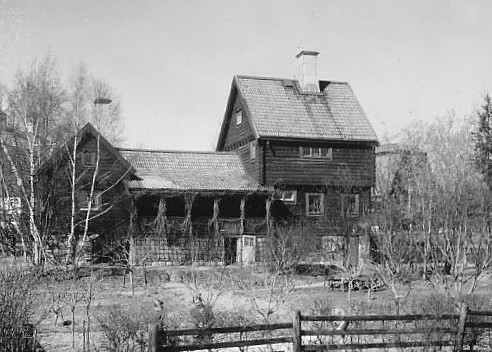
Villa Wallbeck-Hallgren omkring 1910.

### Ansvarig utgivare
- Puck. Stockholm: Puck. Libris 2963499;